# Os destruidores de mundos
Os destruidores de mundos é um romance de fantasia científica da escritora americana Marion Zimmer Bradley, parte de sua série Darkover. Publicado pela primeira vez pela Ace Books em 1971, apresenta uma subtrama complexa envolvendo as interações sexuais entre espécies nativas hermafroditas, conhecidas como chieri, e humanos.
O livro contém eventos cruciais na parte da série que Bradley identificou como "Depois do Comyn/Contra os Terrestres". Cada livro que segue cronologicamente, refere-se a Os destruidores de mundos.
Em "Notas da autora sobre cronologia", Bradley sugere que Os destruidores de mundos ocorre cerca de oitenta anos após os eventos de Ventos de Darkover, baseando-se na idade de Desideria Storn nos dois livros. 